# Nagydorog
Nagydorog ist eine ungarische Großgemeinde im Kreis Paks im Komitat Tolna.

## Geografische Lage
Nagydorog befindet sich 31 Kilometer nördlich des Komitatssitzes Szekszárd und 15,5 Kilometer westlich der Kreisstadt  Paks. Nachbargemeinden sind Bikács, Györköny, Pusztahencse, Kajdacs und Sárszentlőrinc.

## Geschichte
Im Jahr 1907 gab es in Nagydorog 503 Häuser und 3122 Einwohner auf einer Fläche von 10.525 Katastraljochen. Der Ort gehörte zur damaligen Zeit zum Bezirk Dunaföldvár im Komitat Tolna.

## Gemeindepartnerschaften
- Dumbrava (Timiș), Rumänien

## Söhne und Töchter der Gemeinde
- Mihály Benedek (1748–1821), Bischof
- Vilma Bánky (1901–1991), Filmschauspielerin

## Sehenswürdigkeiten
- Heimatmuseum (Tájház)
- Hutmuseum (Kalap- és Sipkamúzeum)
- Reformierte Kirche, erbaut 1884
- Römisch-katholische Kirche Szent István király, erbaut 1932–1934
- Schloss Széchenyi (Széchenyi-kastély), erbaut im 19. Jahrhundert
- See (Banai-tó)
- Wasserturm (Víztorony)

## Verkehr
In Nagydorog kreuzen sich die Landstraße Nr. 6232 und die Hauptstraße Nr. 63. Es bestehen Busverbindungen nach Cece, Paks und Szekszárd. Weiterhin ist die Großgemeinde angebunden an die Eisenbahnstrecke von Sárbogárd nach Baja.